# 西能生村
西能生村（にしのうむら）は、かつて新潟県西頸城郡にあった村。

## 沿革
- 1889年（明治22年）4月1日 - 町村制の施行により、西頸城郡大平寺村、寺山村、桂村及び鶉石村の区域をもって、西頸城郡西能生村が発足する。
- 1901年（明治34年）11月1日 - 西頸城郡東能生村、南能生村、上能生村、西能生村及び中能生村が合併して、西頸城郡能生谷村が発足する。